# لوئیزا ریولی
لوئیزا ریولی (ایتالیایی: Luisa Rivelli؛ زادهٔ ۱۰ فوریهٔ ۱۹۳۰-۱۲ ژوئن ۲۰۱۳) بازیگر اهل ایتالیا است.
از فیلم‌ها یا برنامه‌های تلویزیونی که وی در آن نقش داشته‌است، می‌توان به من، من، من… و دیگران، جین ایر، خشخاش هم گلی است و حقوق اشاره کرد.